# Богдан Русев
Богдан Бориславов Русев е съвременен български писател. Автор е на романи, разкази и детски приказки. Известен е и като преводач от английски език на автори от световната литература. Известен е още като писател на книги-игри под псевдонима Робърт Блонд. Той е едната половина от тандема „Робърт Блонд и Ейдриън Уейн“.

## Биография и творчество
Богдан Русев е възпитаник на Английската езикова гимназия в град Велико Търново, випуск 1994 г. Той пробива в жанра книги-игри заедно със съавтора си Ейдриън Уейн (псевдоним на Александър Султанов). Първата им книга „Варварският Бог“, която двамата написват още като ученици в 11 клас на езиковата гимназия във Велико Търново през 1993 г. – цели 777 епизода, побрани на няколкостотин страници. Веднага следва продължение – „Принцът на Алкирия“, а след години и поредицата „Магията на мрака“ разделена в четири книги – „Призрачният вятър“, „Вълшеният капан“, „Езерният град“ и „Древният враг“.
Самостоятелно Богдан Русев издава някои от най-големите си книги-игри като поредицата „Хрониките на отец Валенс“ (първо започната от Уейн и Блонд, после довършена от Блонд) „Синът на пустинята“, „Пустинен огън“, поредицата „Приказки от 1001 кули“ и други книги-игри с предимно фентъзи тематика. Следват забавната и познавателна „Херкулес“, съавторската му фантастика „Сонора“ и други. Обича да пиша книги-игри с подчертано арабски сюжети („Синът на пустинята“, „Асасините на Персия“, „Новите приказки от 1001 нощ“) Когато завършва гимназия, Блонд напуска Велико Търново и се премества в София, където през 1999 г. завършва висшето си образование в СУ „Климент Охридски“, специалност английска филология. След магистърска степен Research programme през 2000 г. в Кингс Колидж в Лондон, той започва кариера в областта на журналистиката и белетристиката.
Освен всичко друго Русев е автор на повестта „Съдбовно равноденствие“ (под псевдонима Деймън Райт), сборниците разкази „Електрочакра“ и „12 приказки от Белегаст“, преводач от английски (негова е българската версия на филмовата трилогия за пръстена) и създател на реклами в ПР агенция. Бил е редактор в сп. „Егоист“ и в приложението на вестник „Капитал“ – „Капитал Light“.

## Професионално развитие
- 1993 – 1999 г. Писател на книги-игри под псевдонима Робърт Блонд.[2]
- 2001 – 2003 г. главен редактор в сп. „Егоист“[3]
- 2004 – 2005 г. главен редактор в сп. „Една седмица в София“
- 2005 – 2006 г. творчески директор, „Ogilvy & Mather Sofia“[4]
- 2006 – 2009 г. творчески директор в „Demner, Merlicek & Bergmann София“
- 2009 – 2010 г. главен редактор в приложението на в „Капитал“ сп. „Light“[5][6]
- 2010 – 2011 г. сценарист в „Малкото голямо четене“ по БНТ[7][8]
- 2011 г. старши копирайтър, „Demner, Merlicek & Bergmann София“
- 2015 – 2016 г. творчески директор в The Smarts